# Milan Rokošinyi
Milan Rokošinyi (1943 – ?) byl český fotbalový útočník.

## Hráčská kariéra
V československé nejvyšší soutěži hrál za Třinecké železárny při jejich první účasti v nejvyšší soutěži, vstřelil dvě prvoligové branky.
V sezoně 1967/68 byl hráčem Baníku 1. máj Karviná, jemuž k vítězství v Severomoravském oblastním přeboru pomohl 10 góly a v následující sezoně zde nastupoval v divizi.

### Prvoligová bilance
| Ročník             | Zápasy | Góly | Minuty | Klub         |
| ------------------ | ------ | ---- | ------ | ------------ |
| I. liga 1963/64    | 17     | 2    | 1 471  | TJ TŽ Třinec |
| CELKEM I. ČS. LIGA | 17     | 2    | 1 471  |              |